# Gerd Kaminski
Gerd Kaminski (ur. 14 grudnia 1942 w Wiedniu, zm. 7 sierpnia 2022 tamże) – austriacki prawnik i sinolog.
Gerd Kaminski studiował prawo i język chiński na Uniwersytecie Wiedeńskim. Habilitację otrzymał w 1978 roku. Od 1971 roku prowadził Towarzystwo Austriacko-Chińskie, a od 1978 roku Instytut Badawczy Chin i Południowo-Wschodniej Azji Ludwiga Boltzmanna w Wiedniu. Był doradcą austriackiego MSZ ds. Chin.

## Publikacje
- Bewaffnete Neutralität (Wien 1971).
- Die Haltung der Volksrepublik China zum völkerrechtlichen Gebietserwerb demonstriert an den Fällen der Insel Zhenbao (Damanski) und der Diaoyu-Inseln (Senkaku-Inseln) (Wien 1975).
- Gerd Kaminski (red.): Neutralität in Europa und Südostasien. (Bonn 1979).
- Gerd Kaminski, Else Unterrieder: Von Österreichern und Chinesen. (Wien 1980).
- Pandabären statt Parolen. Chinesische Zeitgeschichte in Zeugnissen chinesischer Kindermalerei. (Wien 1986).
- Gerd Kaminski, Else Unterrieder: Der Zauber des bunten Schattens. Chinesisches Schattenspiel einst und jetzt. (Klagenfurt 1988)
- Gerd Kaminski, Barbara Kreissl: Aodili – Österreich-China, Geschichte einer 300-jährigen Beziehung. Katalog zur Ausstellung in Krems (Wien 1996).
- Verheiratet mit China. Die unglaubliche Geschichte einer Österreicherin in China. (Wien 1997).
- Der Boxeraufstand – entlarvter Mythos. (Wien 2000)
- Ich kannte sie alle, Das Tagebuch des chinesischen Generals Jakob Rosenfeld (Wien 2002)
- Gerd Kaminski, Franz Grieshofer: Hilf Himmel. (Wien 2002).
- Das Spiel von Wolken und Regen. Erotik im alten China. Bacopa Verlag, Schiedlberg 2018, ISBN 978-3-903071-39-1.